# Albert Chauly
Albert Chauly est un homme politique français né le 25 février 1868 à Limoges (Haute-Vienne) et décédé le 3 décembre 1934 à Limoges.
Comptable à Limoges, il est militant SFIO et conseiller municipal de Limoges. Il est député SFIO de la Haute-Vienne de 1919 à 1928.

## Sources
- « Albert Chauly », dans le Dictionnaire des parlementaires français (1889-1940), sous la direction de Jean Jolly, PUF, 1960 [détail de l’édition]